# Шахтарське
Шахта́рське (у 1960—2024 роках — Першотра́венськ) — місто в Україні, адміністративний  центр Шахтарської міської громади Синельниківського району Дніпропетровської області. Територія міста займає 0,4 тис. га, населення — 28 000 осіб.

## Географія
Місто Шахтарське розташоване за 123 км від обласного центру, 48 км від міста Павлоград та 6 км від залізничної станції Миколаївка-Донецька. Має автобусне сполучення з Дніпром, , Павлоградом, Петропавлівкою. Через місто пролягає автошлях міжнародного значення E50, із яким збігається М30.

## Історія
Шахтарське — є одним із наймолодших міст Дніпропетровщини. Його заснування нерозривно пов'язана з розвитком вугільної промисловості в Західному Донбасі. Одночасно із закладенням перших шахт «Західно-Донбаська» № 1 і № 2 будувалося і робітниче селище. Перший камінь під будівництво шахтарського селища був закладений 25 травня 1954 року. Великі труднощі були з електро- і водопостачанням. У 1956 році ввели в експлуатацію більше 30 одноповерхових житлових будинків та почала працювати школа, в якій навчалося лише 7 учнів. У 1957 році була введена в експлуатацію перша черга електропідстанції, відкриті їдальня, магазини, клуб. 16 серпня 1957 новозбудоване селище отримало назву Шахтарське і було віднесено до категорії робітничих селищ з підпорядкуванням Миколаївській сільській раді Петропавлівського району. У 1958 році відкрита лікарня на 25 місць. У 1959 році відбувся перепис населення, за яким в селищі мешкало 5100 жителів.
У 1960 році робітниче селище було віднесено до категорії селищ міського типу та перейменоване на Першотравневе, яке було згодом виведено зі складу Миколаївської сільської ради, з утворенням Першотравневої селищної ради. У 1960 році відкрита школа-інтернат, семирічна школа, молочна кухня, ресторан, побутовий комбінат, закінчено будівництво водозабору і вже в жовтні 1960 році мешканці селища отримали питну воду. У 1961 році створений гірничорятувальний загін. 28 серпня 1963 року введено в експлуатацію шахту «Західно-Донбаська» № 1 (у 1973 році перейменована на «Першотравневу»). У 1963 році відкрита перша середня загальноосвітня школа. 20 березня 1965 року введена в експлуатацію друга шахта — «Західно-Донбаська» № 2 (нині — «Степова»).
25 лютого 1966 року указом Президії Верховної ради УРСР селище Першотравневе набуло статусу міста районного підпорядкування і було перейменоване на Першотравенськ. У цьому ж році місто було підпорядковане Павлоградській міській раді. У місті відкритий широкоформатний кінотеатр «Жовтень». У 1967 році відкрито професійно-технічне училище.
1968 року введені в експлуатацію Центральні електромеханічні майстерні (з 1975 року — Ремонтно-механічний завод). Утворена дитяча міська бібліотека.
Третю шахту — «Західно-Донбаську» № 3 (нині — «Ювілейна») введено в експлуатацію у 1970 році. У цьому ж році добудовувся Палац культури шахтарів.
У 1981 році в місті відкритий клуб юних техніків, парк атракціонів. Шахта «Західно-Донбаська» № 21/22 розпочала роботу  у 1982 році (з 1983 року — імені М. І. Сташкова).
Впродовж 1982—1985 років будується житловий мікрорайон «Південний».
8 серпня 1989 року місто віднесено до категорії міст обласного підпорядкування. З цього часу місто перестає бути супутником Павлограда і починає формувати власну інфраструктуру. Починає роботу міський суд, прокуратура, фінансове управління, міський відділ статистики, міський архів. У 1991 році було започатковано міську газету — «Першотравенські новини». У 1992 році кінотеатр «Південний» перебудований у православний Свято-Введенський храм.
У 1996 році місто було газифіковано.
У 2001 році був проведений перший Всеукраїнський перепис населення, за результатами якого в місті було зареєстровано 29374 особи.
21 липня 2002 року, о 11:45, у лаві № 570 шахти «Ювілейна» на глибині 260 метрів стався вибух метану. На момент вибуху в шахті перебувало 423 гірники, у тому числі в самій лаві 45 шахтарів. В результаті аварії 6 шахтарів загинуло, а 16 осіб було госпіталізовано. Дослідивши матеріали справи та опитавши свідків, експертна комісія дійшла до висновку, що причиною створення вибухонебезпечної концентрації метаноповітряної суміші —  непрогнозований викид метану.
2004 року затверджено символи міста — прапор, герб та гімн. У 2004 році об'єднання «Павлоградвугілля» увійшло до складу «Донбаської паливно-енергетичної компанії». Нині на території міста діють 2 шахти — «Степова» та «Ювілейна» (нині — є підрозділами ДТЕК «Павлоградвугілля» і об'єднані в одне шахтоуправління «Першотравенське»). Шахту «Першотравнева» закрили, а її невідпрацьовані запаси передали шахті «Ювілейна», будівництво і відкриття на останній нової вентиляційної свердловини в 2016 році фактично означає, що «побудована нова шахта».
У 2017 році шахтоуправління видобувало в середньому по 10900 тонн вугілля на добу (цієї кількості вистачає, наприклад, для роботи Криворізької ТЕС в режимі повного навантаження протягом доби).
3 квітня 2024 року Комітет Верховної Ради України з питань організації державної влади, місцевого самоврядування, регіонального розвитку та містобудування підтримав перейменування міста на Шахтарське.
19 вересня 2024 року Верховна Рада України підтримала перейменування Першотравенська на Шахтарське. 26 вересня 2024 року перейменування набуло чинності.

## Інфраструктура
Шахтарське — вузькогалузеве місто. Основною галуззю економіки є вугільна промисловості. Нині на території міста діють дві шахти — «Степова», «Ювілейна». Діє ремонтно-механічний завод для обслуговування машин та устаткування добувної промисловості і будівництва. Працюють 33 підприємства з обслуговування населення.
Залізничний транспорт у місті відсутній. Найближча залізнична станція —  Миколаївка-Донецька, що розташована в селі Миколаївка (за 6 км). В місті діє автостанція, що входить до складу ВАТ «ДОПАС». Основними напрямками є дніпровський, донецький, павлоградський, петропавлівський. Міський транспорт відсутній. Шахти самостійно здійснюють підвіз працівників.
До послуг населення центральна міська лікарня, поліклініка, територіальний центр соціального обслуговування громадян похилого віку. Пологовий будинок у місті відсутній. У місті є гірничий ліцей, 5 середніх загальноосвітніх шкіл, спеціальна загальноосвітня школа-інтернат, 7 комунальних дошкільних навчальних закладів.

## Населення

### Національний склад
Розподіл населення за національністю за даними перепису 2001 року:
| Національність  | Відсоток |
| --------------- | -------- |
| українці        | 60,35 %  |
| росіяни         | 35,96 %  |
| білоруси        | 1,25 %   |
| татари          | 0,71 %   |
| німці           | 0,35 %   |
| вірмени         | 0,17 %   |
| молдовани       | 0,14 %   |
| інші/не вказали | 1,07 %   |

### Мова
Розподіл населення за рідною мовою за даними перепису 2001 року:
| Мова            | Кількість | Відсоток |
| --------------- | --------- | -------- |
| російська       | 17299     | 58,89 %  |
| українська      | 11812     | 40,21 %  |
| білоруська      | 48        | 0,16 %   |
| вірменська      | 24        | 0,08 %   |
| інші/не вказали | 191       | 0,66 %   |
| Всього:         | 29374     | 100 %    |

## Засоби масової інформації
Телерадіокомпанії «Дюфюл» — телестудія «Імпульс» та «Візит».
Друковані «Першотравенські новини» (Шахтарська міська рада), «Урядовий кур'єр» (Кабінет Міністрів України), «Вісті Придніпров'я» (Дніпропетровська обласна державна адміністрація), «Зоря» (Дніпропетровська обласна рада) та «Вісник шахтаря» (ПАТ «ДТЕК Павлоградвугілля»).

## Культура і спорт
Культура міста представлена двома Палацами культури, міською бібліотекою, центром дитячої творчості, клубом юних техніків.
У місті є стадіон, який не обладнаний лавками для сидіння, дитячо-юнацька спортивна школа «Шахтар», спортивний клуб «Самсон», 26 спортивних майданчиків.
В місті є 2 сквери та 3 зелені зони.

## Відомі особи
- Артур Западня — український футболіст.
- Ковальов Костянтин Олександрович (1980—2014) — український військовослужбовець, загинув під Маріуполем, похований у рідному місті[12].
- Артур Кульпович — український співак, композитор, письменник.
- Малишенко Тарас Сергійович (1984—2014) — солдат Збройних сил України, учасник війни на сході України.
- Коробко Ігор Олегович (26.05. 1994—30.05.2024) — молодший сержант, командир відділення Гвардії Наступу, військовослужбовець російсько-української війни.
- Володимир Ніколаєнко — народний артист України, кіноактор, актор Київського Національного драматичного театру імені Івана Франка, викладач[13].
- Ярослав Ракіцький — український футболіст, колишній захисник донецького «Шахтаря» та збірної України.
- Щербакова Галина Станіславівна — заслужений вчитель України.